# Église Sainte-Richarde de Marlenheim
L'église Sainte-Richarde est l'église paroissiale catholique de Marlenheim, en Alsace (région Grand Est, France). Construite à partir du XIIe siècle, elle est remaniée aux XVIIIe et XIXe siècles.

## Localisation et dédicace
L'église est située au centre-ville de Marlenheim, à une vingtaine de kilomètres à l'ouest de Strasbourg.

## Histoire

### Église médiévale
La construction de l'église en style roman commence au XIIe siècle. De cet édifice médiéval, peu de choses sont connues. Cette première église est consacrée aux saints Pierre et Paul.

### Église baroque
En 1716, l'édifice est presque entièrement rasé et reconstruit. En 1745 est menée une campagne de restauration de la nouvelle église. Le premier orgue de l'église est construit en 1762 par Johann Georg Rohrer, dont le gendre Peter Lorenz Willig est le musicien municipal de la paroisse. Ce premier instrument est redressé en 1793 par Jean Nicolas Toussaint.
En 1823, le clocher, jusque-là situé à côté du chœur, est reconstruit au-dessus de la façade occidentale ; la nef est par ailleurs surélevée. La maîtrise d'œuvre de ce dernier chantier est confiée à l'architecte strasbourgeois François Reiner et les travaux sont menés par l'entrepreneur local Thiébaud Schäffer. L'orgue est déplacé, mais sans changement majeur, à l'occasion de ce chantier. En 1842, considéré insuffisant pour la commune, il est vendu pour mille francs, déménagé à l'église Saint-Kilian de Dingsheim et remplacé par le nouvel instrument (voir ci-dessous).

## Architecture

### Caractéristiques générales

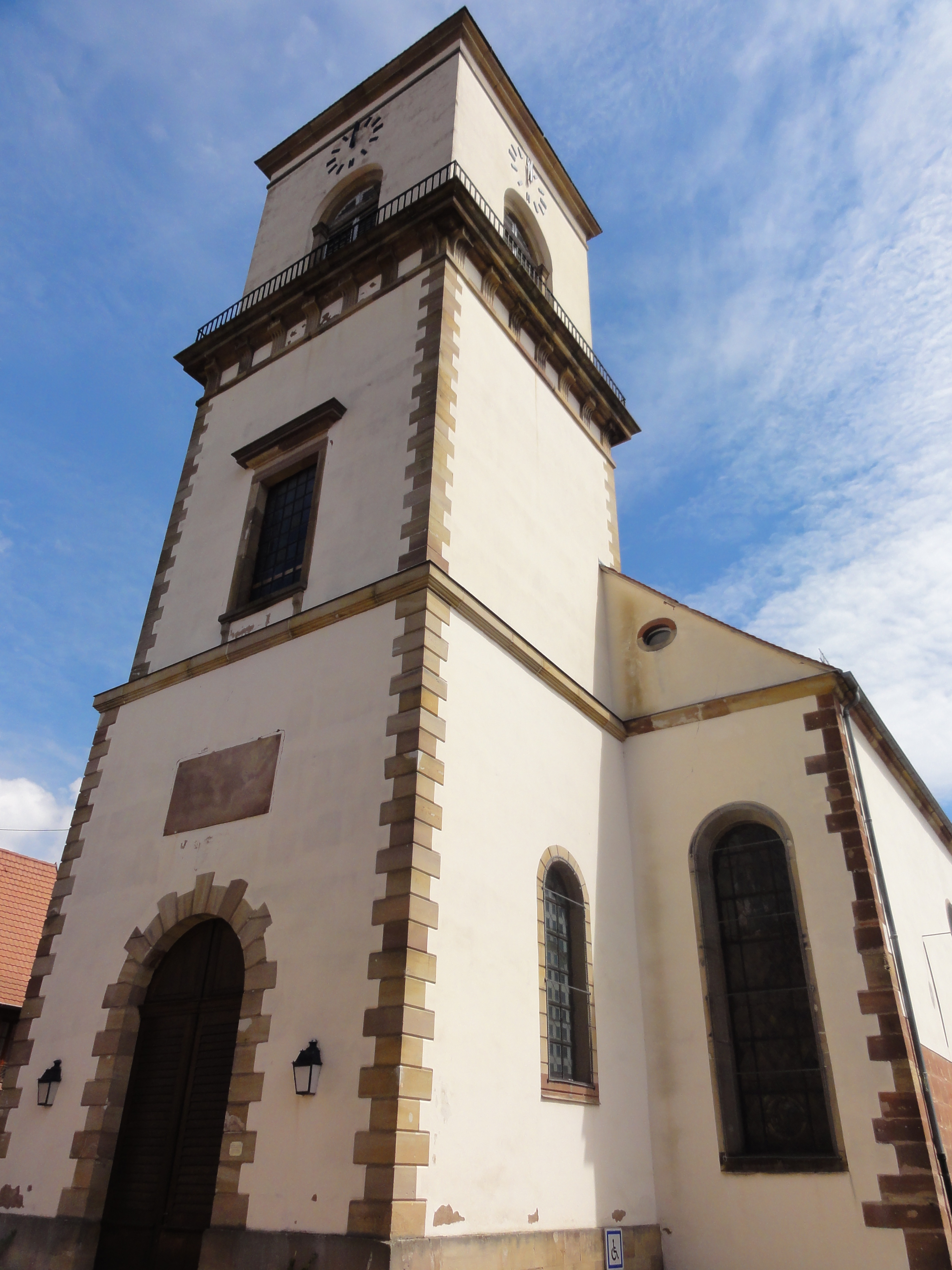
La façade et le clocher de Sainte-Richarde.

L'église est orientée. Sa façade occidentale, hors œuvre, est surmontée du clocher. La nef n'est pas voûtée mais plafonnée, et longue de quatre travées.
Sur la façade, le tympan date de l'église médiévale et représente un Christ en Majesté entouré de saint Pierre à qui il donne une clef et de saint Paul à qui il donne un livre.

### Vitraux

Les vitraux de l'église Sainte-Richarde
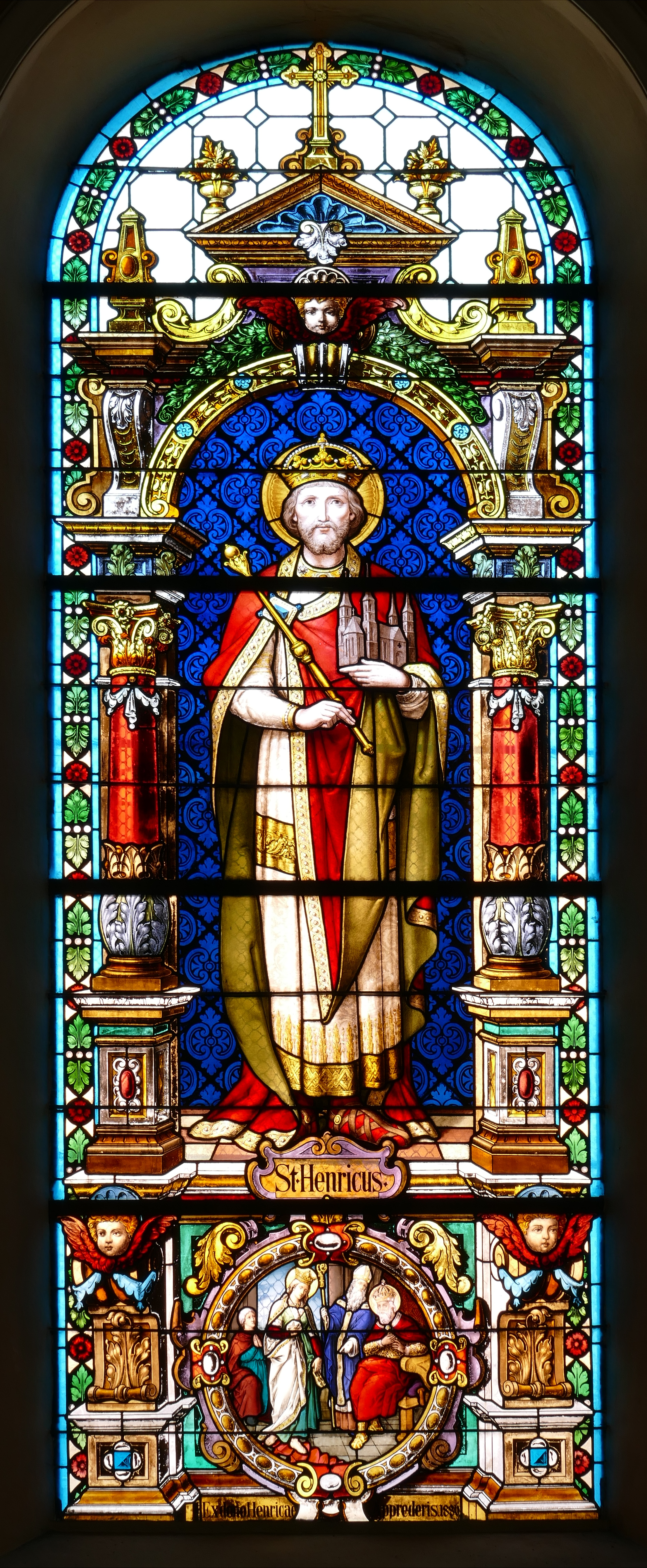
Le vitrail de saint Henri.
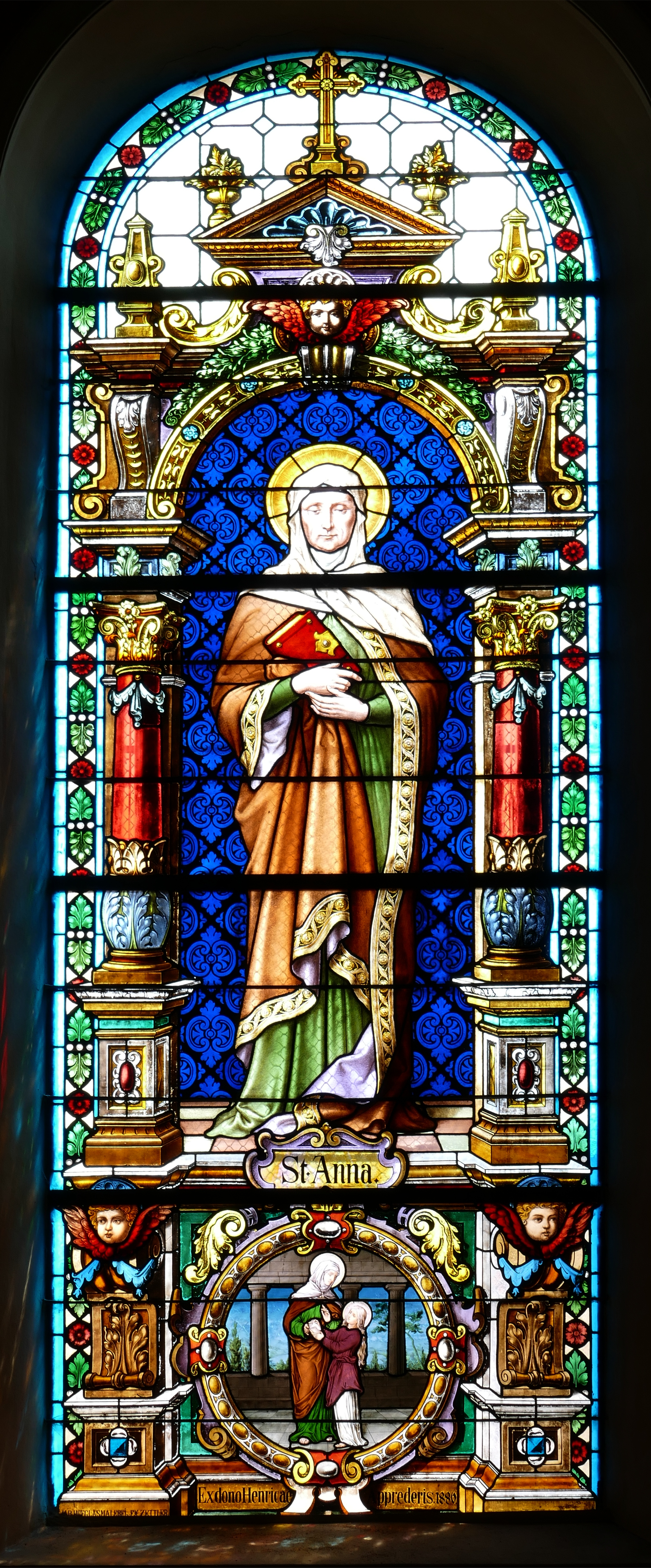
Le vitrail de sainte Anne.
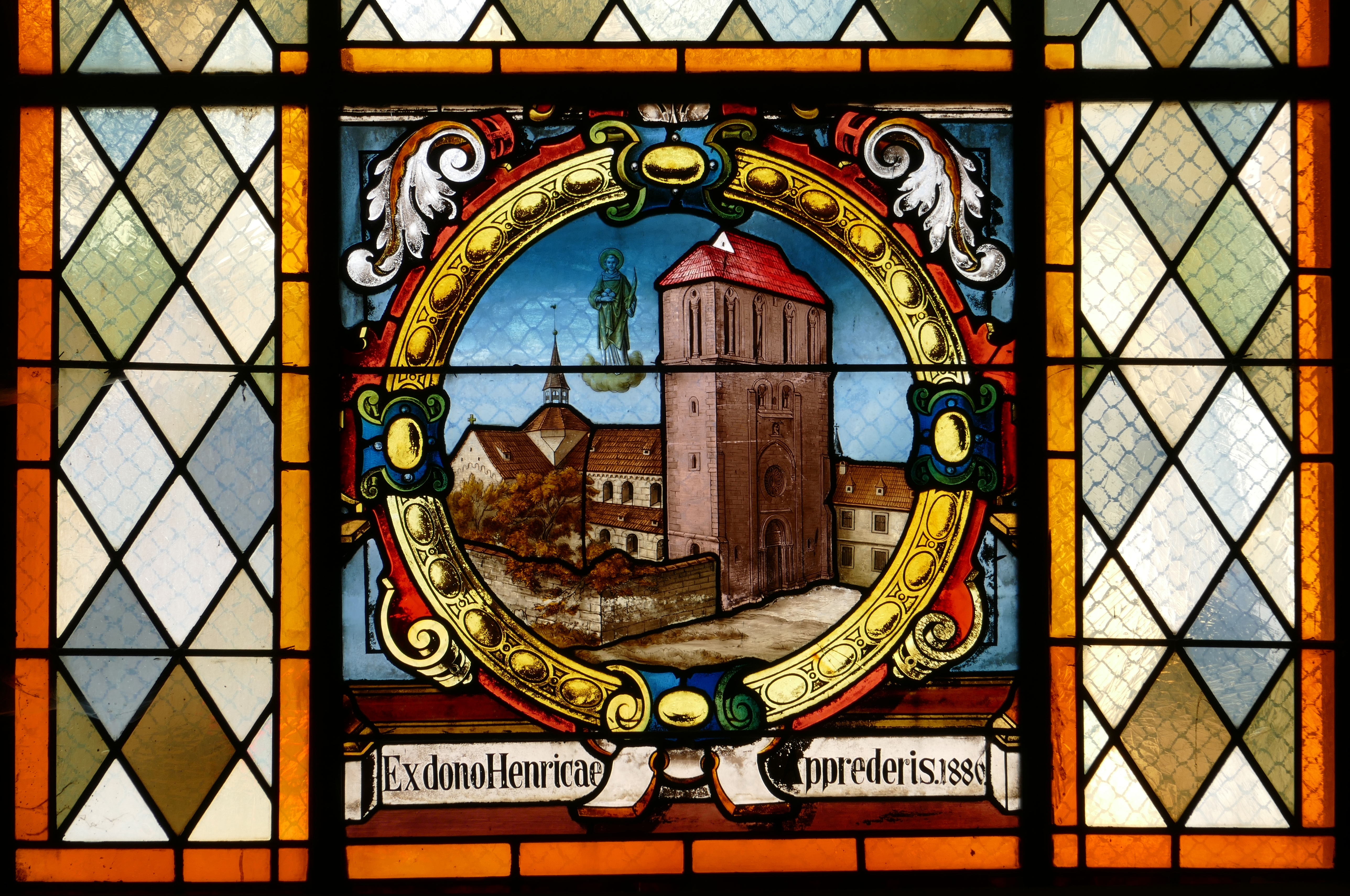
Le vitrail de l'église Saint-Étienne de Strasbourg.
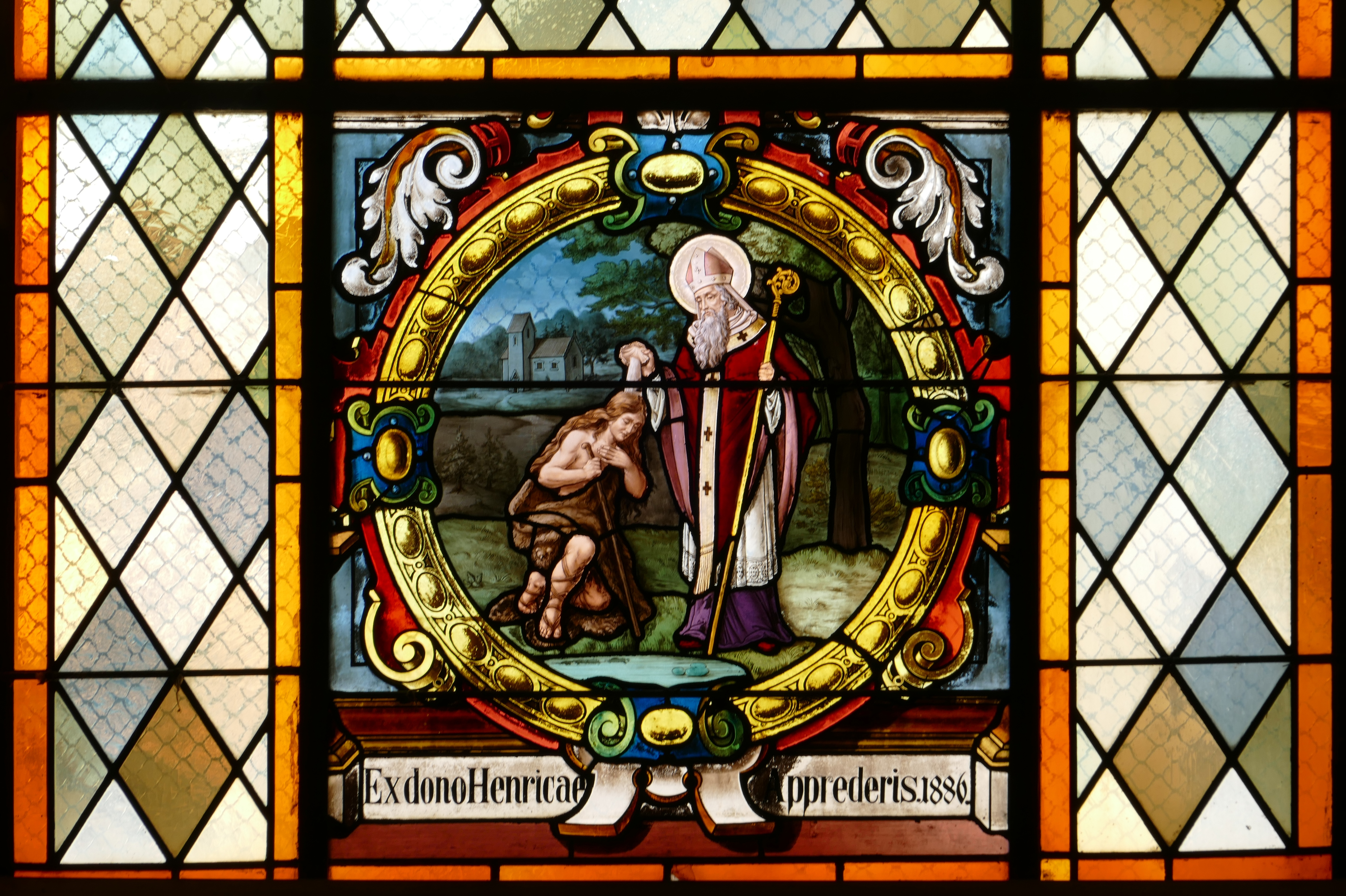
Le vitrail de sainte Odile.

### Orgue

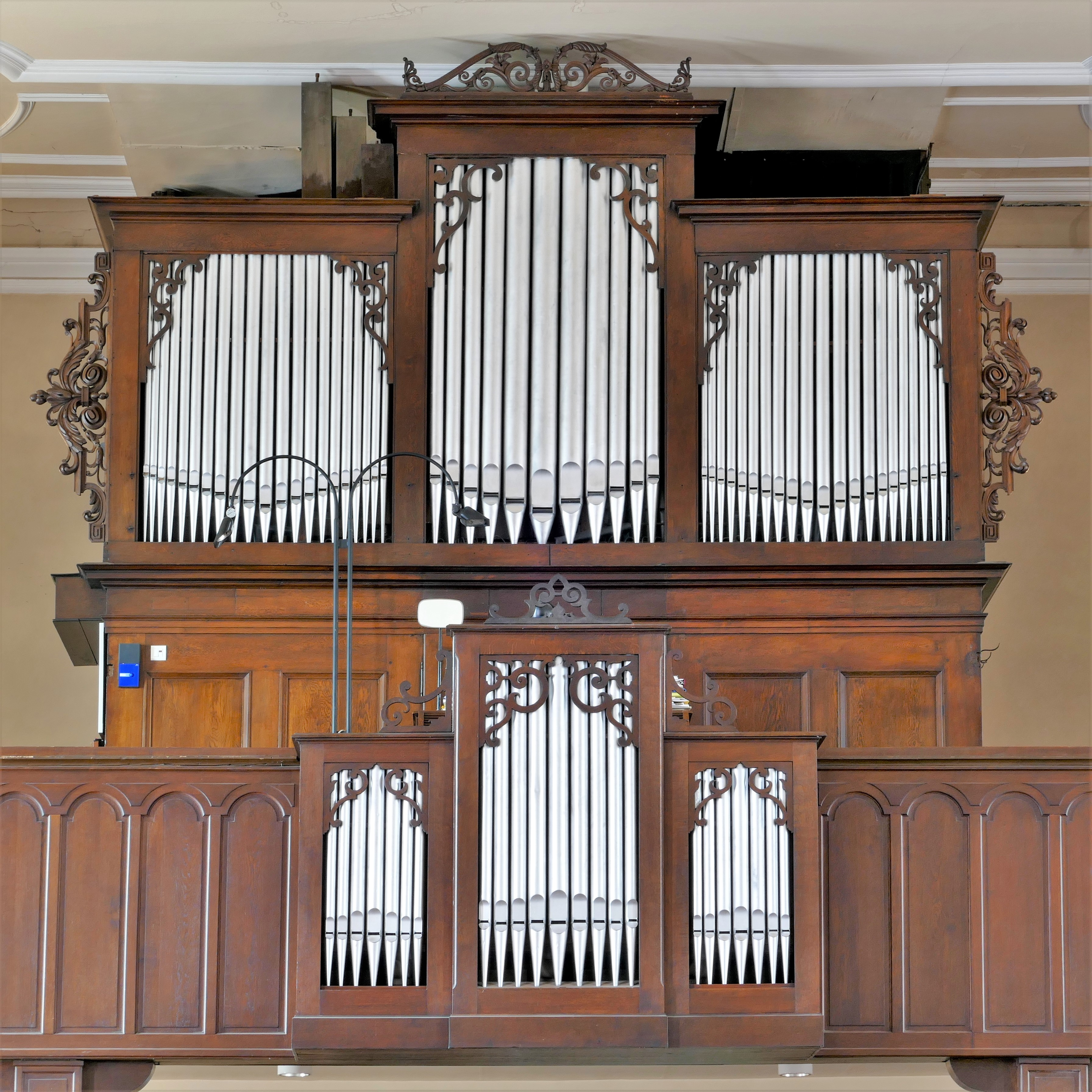
L'orgue de Sainte-Richarde.

L'orgue de l'église est inauguré le 22 décembre 1842 et est l'œuvre de la maison Stiehr. Il compte trente-deux jeux. il subit une réparation en 1863 et un premier relevage en 1881, également par Stiehr. Le 5 avril 1917, les autorités militaire allemandes réquisitionnent les 66 tuyaux de façade, qui représentent 201 kilogrammes de métal, afin de les fondre.
| Positif de dos | Positif de dos | Grand-orgue       | Grand-orgue | Pédale      | Pédale |
| Bourdon        | 8'             | Bourdon           | 16'         | Contrebasse | 16'    |
| Flûte          | 8'             | Montre            | 8'          | Soubasse    | 16'    |
| Jeu céleste    | 8'             | Bourdon           | 8'          | Flûte       | 8'     |
| Prestant       | 4'             | Flûte majeure     | 8'          | Violoncelle | 8'     |
| Flûte pointue  | 4'             | Salicional        | 8'          | Prestant    | 4'     |
| Gambe          | 4'             | Gambe             | 8'          | Ophicléide  | 16'    |
| Flageolet      | 2'             | Prestant          | 4'          | Trompette   | 8'     |
| Sifflet        | 1              | Flûte à cheminées | 4'          | Clairon     | 4'     |
| Basson         | 8'             | Nasard            | 2 2/3'      | Tirasse     | II     |
| Hautbois       | 8'             | Doublette         | 2'          |             |        |
|                |                | Cornet            | V           |             |        |
| Fourniture     | IV             |                   |             |             |        |
| Trompette      | 8'             |                   |             |             |        |
| Trompette      | 8'             |                   |             |             |        |
| Clairon        | 4'             |                   |             |             |        |
| Voix humaine   | 8'             |                   |             |             |        |
| Accouplement   | I/II           |                   |             |             |        |